# Anopinella fana
Anopinella fana là một loài bướm đêm thuộc họ Tortricidae. Loài này có ở Venezuela.
Chiều dài cánh trước là 7.9-8.9 mm.